# Flabellinopsis
Flabellinopsis is een geslacht van weekdieren uit de klasse van de Gastropoda (slakken).

## Soort
- Flabellinopsis iodinea (J. G. Cooper, 1863)